# Vinita (Oklahoma)
Vinita – miasto w Stanach Zjednoczonych, w stanie Oklahoma, siedziba administracyjna hrabstwa Craig.